# 수원 FC 2020 시즌
수원 FC 2020 시즌은 수원 FC가 K리그2에서 치른 2020년 시즌이다.

## 선수단
- GK : 유현, 박배종, 이시환, 박대한
- DF : 조유민, 장준영, 최종환, 김범용, 강신명, 조원희, 김주엽, 민현홍
- MF : 김건웅, 말로니, 정재용, 정선호, 장성재
- FW : 한정우, 라스, 다닐로, 김도형, 송수영, 아코스, 전정호, 안병준